# Madrasa
En madrasa (også stavet madrassa, madrash, madrasah, madressa eller medrese; arabisk: مدرسة, madrasah, fl. مدارس, madāris) er det arabiske ord for skole. Ordet er afledt af darasa 'studere' og betyder egentlig 'studiested'. På tyrkisk hedder det medrese.
 

Ordet er historisk især blevet brugt om højere skoler for studiet af islamisk jura (fiqh), arabisk sprog og Koranen. Fra 1700-tallet mistede disse institutioner betydning. I dag refererer ordet i arabisk-talende lande til enhver form for uddannelsesinstitution; især anvendes det dog om grundskoler og ungdomsuddannelser.